# Ullared (tv-serie)
Ullared var et svensk realityshow om varehuset Gekås i Ullared. Serien blev produceret af Strix Television og skildrer aktiviteterne i og omkring varehuset. Serien havde over en million seere det første år.